# Chaetoderma squamosum
Chaetoderma squamosum is een schildvoetigensoort uit de familie van de Chaetodermatidae. De wetenschappelijke naam van de soort is voor het eerst geldig gepubliceerd in 1918 door Heath.